# Omkoopzaak Anderlecht-Nottingham Forest
De Nottingham Forest-affaire is een Belgisch schandaal naar aanleiding van de voetbalwedstrijd RSC Anderlecht-Nottingham Forest van 25 april 1984 in de halve finale van de toenmalige UEFA Cup. Anderlecht had de heenmatch verloren met 2-0, maar kon zich na de omstreden 3-0 thuisoverwinning in de terugwedstrijd toch nog plaatsen voor de finale. De scheidsrechter kende Anderlecht een erg betwiste strafschop toe en keurde een laat tegendoelpunt van Nottingham om onduidelijke redenen af.

## Bekentenis
Alles kwam aan het licht nadat Roger Vanden Stock, zoon en sinds 1996 opvolger van Constant, mede onder druk van hoofdsponsor Generale Bank, in tegenstelling tot zijn vader weigerde om nog langer zwijggeld te betalen. Vanden Stock senior deed zijn bekentenis nadat uitlekte dat hij jarenlang werd gechanteerd door het criminele duo Jean Elst en René Van Aeken. In een interview met de krant Het Laatste Nieuws begin september 1997 bekende de gewezen Anderlecht-voorzitter Constant Vanden Stock vanuit zijn residentie in Cannes dat hij na de wedstrijd Anderlecht-Nottingham Forest van 25 april 1984 een "lening" van één miljoen oude Belgische frank had verstrekt aan de Spaanse scheidsrechter Guruceta Muro omdat "Muro met zijn zaak in de financiële problemen was gekomen". Het bedrag werd via Anderlecht-scheidsrechtersbegeleider en tussenpersoon in de affaire, Raymond De Deken, daags na de wedstrijd aan de in 1987 overleden Spaanse arbiter Emilio Guruceta-Muro overgemaakt. Jean Elst en Raymond De Deken kenden elkaar redelijk goed uit een Antwerps café waar ze vaak samen kaartten. Jean Elst kreeg lucht van de hele zaak en begon Vanden Stock senior te chanteren. Nadien begon ook diens kompaan René Van Aeken Vanden Stock senior te chanteren. Jean Elst en René Van Aeken dreigden ermee compromitterende documenten en cassettebandjes met gespreksopnames van o.a. Vanden Stock en diens rechterhand Michel Verschueren over te maken aan de media en de voetbalfederaties. De Spaanse scheidsrechter Guruceta Muro zou nooit de ware toedracht van de feiten uit de doeken kunnen doen, hij kwam op 45-jarige leeftijd om het leven in een verkeersongeval.

## Vrijspraak
Op 22 september 1997 besliste het Uitvoerend Comité van de UEFA in Helsinki om, ondanks de formele verjaring van de feiten, Anderlecht principieel 'op ethische en morele gronden' en wegens 'onvoorziene omstandigheden' (artikel 28 van het reglement) te veroordelen en voor één jaar te schorsen van deelname aan Europees voetbal. Anderlecht-scheidsrechtersbegeleider en tussenpersoon in de affaire Raymond De Deken werd levenslang geschorst. De Brusselse club ging tegen de uitspraak in beroep bij het Hof van Arbitrage voor Sport (TAS) in Lausanne. Op 8 mei 1998 verklaarde het TAS de UEFA-veroordeling nietig wegens procedurefouten. Volgens het TAS kon de disciplinaire veroordeling enkel door de tuchtcommissie en niet door het Uitvoerend Comité worden uitgesproken. Bovendien had de UEFA de eigen verjaringstermijn van tien jaar niet gerespecteerd.
In 1998 dienden zowel Nottingham Forest als vijftien voetballers van de club een gezamenlijke schadeclaim in bij de rechtbank van eerste aanleg in Brussel wegens respectievelijk het enorme financiële verlies aan recettes en televisiegelden en het sportieve onrecht door het mislopen van de finale. Na een jarenlange juridische procedureslag beslisten zowel de club als spelers in 2007 om de eis tot schadevergoeding te laten vallen.
In september 1998 werden René Van Aeken en Jean Elst door de Correctionele rechtbank van Brussel veroordeeld tot twee jaar cel en een boete van honderdduizend frank wegens afpersing en poging tot afpersing van RSCA Anderlecht in de periode 1985-1986. Beiden gingen in beroep tegen het vonnis. In oktober 2001 sprak het Brusselse Hof van beroep René Van Aeken vrij wegens onvoldoende bewijs. Ten aanzien van de in intussen in de gevangenis overleden Jean Elst werd de strafvervolging vervallen verklaard.

## Doofpot
Volgens de BBC-reportage Inside Out van 25 september 2016 was de UEFA al in 1992, vier jaar voor de UEFA-veroordeling, op de hoogte gebracht van het omkoopschandaal. Na drie vergeefse pogingen (in 1989, 1990 en 1992) van Van Aeken om de bezwarende documenten te laten onderzoeken door de KBVB en de UEFA werd Van Aeken pas op 27 november 1992 door Bondsvoorzitter Michel D'Hooghe doorverwezen naar de toenmalige secretaris-generaal van de Belgische Voetbalbond Alain Courtois. Wanneer blijkt dat Alain Courtois het delicate dossier niet aangetekend maar slechts met de gewone post naar de UEFA heeft verstuurd en de bundel documenten bovendien ook nog zoek raakt wordt Alain Courtois verregaande laksheid en door sommigen zelfs medeplichtigheid verweten. Uiteindelijk zal de nieuwe secretaris-generaal van de Belgische Voetbalbond Jan Peeters pas in 1997, na de publieke bekentenis van Constant Vanden Stock, het dossier overmaken aan de Europese voetbalbond.